# Domancy
Domancy település Franciaországban, Haute-Savoie megyében. Lakosainak száma 2203 fő (2022. január 1.). Domancy Combloux, Passy, Saint-Gervais-les-Bains és Sallanches községekkel határos.

## Népesség
A település népességének változása:
| Lakosok száma | 1948 | 1988 | 2126 | 2113 | 2176 | 2195 | 2236 | 2308 | 2203 |
|               | 2013 | 2015 | 2016 | 2017 | 2018 | 2019 | 2020 | 2021 | 2022 |